# Verso leonino
Il verso leonino è caratterizzato dalla presenza di una rima interna tra i due emistichi che compongono l'esametro e il pentametro.

## Storia
Il verso leonino era usato comunemente nella poesia in lingua latina in Europa durante il Medioevo. Prende il nome da un certo Leonio da San Vittore, un canonico che sarebbe vissuto a Parigi attorno al XII secolo; il condizionale dipende dal fatto che l'esistenza di questo Leonio è stata spesso messa in dubbio e, a volte, identificata con quella di Magister Leoninus (Léonin), omonimo e coevo musicista della Scuola di Notre-Dame.

## Esempi
(Sepolcro di Beda, nella Cattedrale di Durham, VIII secolo?)
(Mosaico posto sul ciborio di marmo della Chiesa di Santa Maria in Portico in Campitelli)
(Marbodo di Rennes, De Lapidibus, XI secolo)
(Torcello, Basilica di Santa Maria Assunta, 1100 circa)
(Mosaico absidale della Cattedrale di Cefalù, 1150 circa)
(Portale dell'abbazia di Leno dell'abate Gunterio, anno 1200)
Vari versi leonini sono presenti anche sui mosaici della Basilica di San Marco a Venezia.